# Victor Emilio Ramírez
Victor Emilio Ramírez (ur. 30 marca 1984 w Buenos Aires) – argentyński bokser, były mistrz świata WBO i IBF w wadze junior ciężkiej.

## Kariera zawodowa
Ramírez zadebiutował w 2006 roku. Pierwsze 15 walk stoczył z mniej znanymi rywalami 13 z nich pokonał, z czego 12 przed czasem, 1 przegrał i 1 walka została uznana za nieodbytą.
17 stycznia 2009 roku zdobył, tymczasowe mistrzostwo świata WBO, sprawiając ogromną sensację pokonaniem utalentowanego Aleksandra Aleksiejewa. Po rezygnacji Haye'a z tytułu, został pełnoprawnym mistrzem. Tytuł obronił w maju z Ali Ismaiłowem, którego pokonał niejednogłośnie na punkty.
29 sierpnia 2009 roku stracił tytuł na rzecz Marco Hucka, który zwyciężył przez jednogłośną decyzję, po wyrównanym boju.
10 kwietnia 2015 w Buenos Aires, Argentyńczyk pokonał jednogłośnie na punkty 115:111, 115:111 i 116:111 Brytyjczyka Olę Afolabiego (21-4-4, 10 KO). Zdobywając tytuł federacji IBF w wersji tymczasowej..
We wrześniu 2015 władze federacji IBF pozbawiły Kubańczyka Yoana Pablo Hernándeza (29-1, 14 KO) tytułu, z powodu po raz kolejny przesunięcia terminu walki z Victorem Emilio Ramirezem. Nowym czempionem federacji ogłoszono Ramíreza.
21 maja 2016 w Moskwie przegrał w pojedynku unifikacyjnym przez techniczny nokaut w drugiej rundzie z mistrzem WBA Rosjaninem Dienisem Lebiediewem (29-2, 22 KO).